# 被全壘打率
被全壘打率、每九局被全壘打數（HR/9IP或HR/9，home runs allowed per 9 innings pitched 或 home runs allowed per nine innings（英文）） 是一種棒球術語，指投手每九局平均被打出的全壘打數。此數值越低，代表此投手越不容易讓打者擊出全壘打。雖然不容易被擊出全壘打不能代表此投手就容易幫助球隊贏得比賽，因為還有安打、保送等等因素，但由於全壘打在棒球中是一種快速得分的方式，凸顯此數據有一定的重要性。
{\displaystyle HR/9IP=9\cdot {\frac {HR}{IP}}}
- HR:全壘打
- IP:投球局數